# Hankinson
Hankinson is een plaats (city) in de Amerikaanse staat North Dakota, en valt bestuurlijk gezien onder Richland County.

## Demografie
Bij de volkstelling in 2000 werd het aantal inwoners vastgesteld op 1058.
In 2006 is het aantal inwoners door het United States Census Bureau geschat op 1018, een daling van 40 (-3,8%).

## Geografie
Volgens het United States Census Bureau beslaat de plaats een oppervlakte van
3,6 km², geheel bestaande uit land. Hankinson ligt op ongeveer 326 m boven zeeniveau.

## Plaatsen in de nabije omgeving
De onderstaande figuur toont nabijgelegen plaatsen in een straal van 24 km rond Hankinson.